# Troy Coker
Troy Coker (ur. 30 maja 1965 w Brisbane) – australijski rugbysta grający w drugiej i trzeciej linii młyna, reprezentant kraju, zdobywca Pucharu Świata w Rugby 1991.

## Kariera klubowa
Do osiemnastego roku życia grał w rugby league, w rugby union spróbował swoich sił namówiony przez znajomych i trzy tygodnie później został wytypowany do zespołu U-18 stanu Queensland. Związany był z klubami Souths Rugby Club, GPS Rugby i West Brisbane Bulldogs, w tym ostatnim będąc wybrany do drużyny pięćdziesięciolecia.
W reprezentacji Queensland zagrał 37 razy, w 1995 roku docierając do finału rozgrywek Super 10. W kolejnym sezonie został ściągnięty do nowo powstałego zespołu Brumbies, z którym dotarł do finału Super 12 w 1997 roku. W tym czasie związany był z lokalnym klubem Canberra Kookaburras. Po trzech latach spędzonych w zespołach z Canberry podpisał roczny kontrakt z Saracens. Po początkowych dobrych występach, późniejsza słaba forma oraz czerwona kartka i dodatkowo czterotygodniowa kara nałożona przez Rugby Football Union spowodowały, że zawodnik zerwał warty 100 tysięcy funtów kontrakt na dziesięć tygodni przed jego wygaśnięciem ogłaszając jednocześnie zakończenie kariery.
Było to jego drugie podejście do brytyjskiego rugby, studiował bowiem w Lady Margaret Hall w Oksfordzie reprezentując uniwersytecki zespół rugby, z którym wystąpił dwukrotnie w Varsity Match przeciwko zespołowi z Cambridge. W tym czasie grał również w Harlequin F.C., z którym zdobył Anglo-Welsh Cup w roku 1991.

## Kariera reprezentacyjna
W reprezentacji kraju zadebiutował w 1987 roku meczem z Anglią i jeszcze w tym samym roku zagrał na inauguracyjnym Pucharze Świata. Cztery lata później Australijczycy zdobyli to trofeum, a w zwycięskim finale Coker był jednym z ośmiu graczy Harlequins. Również w 1995 roku został powołany do składu na ten turniej, lecz nie pojawił się w żadnym spotkaniu z powodu kontuzji.
Występował także w australijskiej reprezentacji rugby 7, m.in. na turniejach Hong Kong Sevens, zaś w kwietniu 1993 roku zagrał w barwach Barbarians.